# Цианид меди(I)

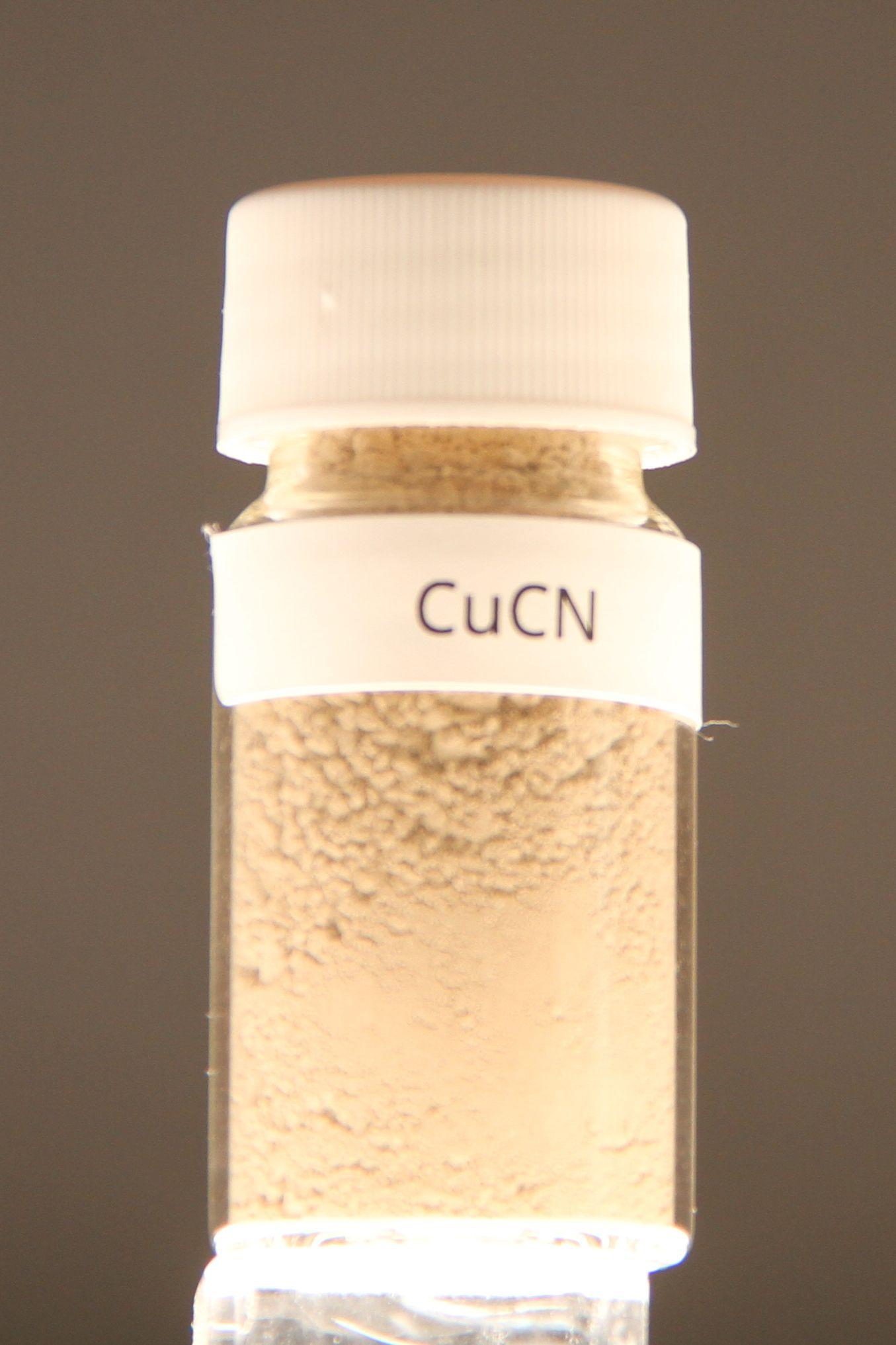
Цианид меди(I)

Цианид меди(I) — неорганическое вещество, медная соль синильной кислоты. 

## Свойства
Белый или сероватый порошок, нерастворимый в воде, однако растворяющийся в избытке KCN ввиду образования комплексного соединения.

## Получение
Цианид меди(I) получают действием на раствор сульфата меди (II) избытком раствора цианида калия, причем сначала образуется раствор цианидного комплекса меди(II), который уже при слабом нагревании разлагается на дициан и цианид меди(I), выделяющийся из раствора в виде белого осадка.
{\displaystyle {\ce {2CuSO4 + 4KCN -> 2CuCN + (CN)2 ^ + 2K2SO4}}}

## Применение
CuCN — важное соединение в органической химии. Реагирует с литий-органическими веществами, образуя смешанные купраты (Li[RCuCN], Li2[R2CuCN]). Использование цианида меди(I) сильно повлияло на практику применения реактивов Гилмана (простейших медно-органических соединений вида CuR и LiCuR2) — в присутствии этого цианида смешанные купраты легче очищаются и более стабильны.
Смешанные купраты Li[RCuCN] и Li2[R2CuCN] при реакицях могут отдавать органические анион-радикалы R, содержащиеся в них, хотя в целом их активность ниже, чем у исходных литийорганических соединений. Тем не менее, они используются в реакциях нуклеофильного замещения   и в других реакциях замещения.
CuCN также образует силикаты и станнаты, которые используются для получения R3Si и R3Sn.
CuCN используется для конверсии арильных галогенидов в нитрилы в реакции Розенмунда — фон Брауна.
Также используется для гальванического покрытия железа медью, в качестве реагента при получении нитрилов.

## Биологическая роль и токсичность
Как и все цианиды, цианид меди ядовит в больших дозах. LD50 (крысы, орально) — 1265 mg/kg.
Симптомы отравления: головная боль, головокружение, тошнота, рвота, слабость, судороги, кома, кашель, одышка. Сильный раздражитель глаз, может вызвать ожоги. Существует сильное раздражение слизистой оболочки дыхательных путей, может вызвать отек легких и летальный исход.